# Calamity Jane to Her Daughter

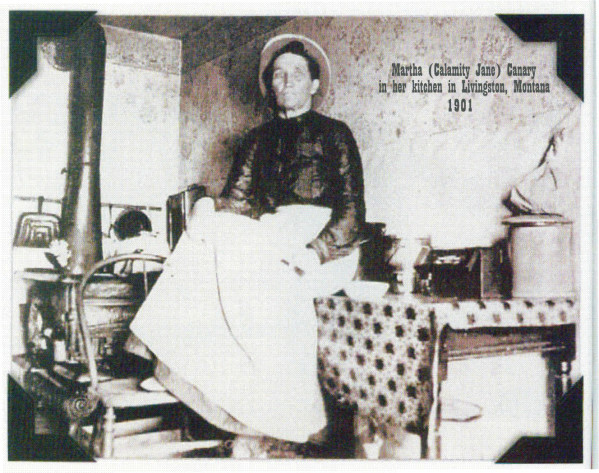
Calamity Jane in ihrer Küche in Livingston (Montana), 1901

Calamity Jane to Her Daughter (deutsch: „Calamity Jane an ihre Tochter“) ist ein Liederzyklus von Ben Johnston für Sopran, Violine, Keyboard und Schlagzeug. Der Text besteht aus Briefen von Calamity Jane an ihre bei Pflegeeltern lebende Tochter. Die Komposition wurde 1989 fertiggestellt und 1990 erstmals aufgeführt. Die Spieldauer beträgt ca. 20 Minuten.

## Handlung
Calamity Jane hat einen Brief von Jim O’Neill, dem Adoptivvater ihrer Tochter Jane (Janey), erhalten, dem dieser ein Foto beilegte. Die Tochter ist jetzt sieben Jahre alt. Ihre Mutter vergleicht ihr Aussehen auf dem Bild mit dem ihres Vaters Bill Hickok und beschreibt, wie sie diesen 1870 bei Abilene in Kansas kennengelernt hatte: Sie hatte gehört, wie eine Bande Gesetzloser seine Ermordung plante und warnte ihn. Im folgenden Feuerwechsel wurde er am Kopf verwundet, konnte aber alle Gegner töten. Nachdem sie ihn gesund gepflegt hatte, heirateten sie. Janey solle den Lügen nicht glauben, dass sie unehelich geboren sei.
Jane bereut, dass sie nicht bei Jim und ihrer Tochter geblieben ist. Ihr einziger Trost ist, dass es Janey gut geht. Sie wird den Tag nie vergessen, an dem sie sie zum ersten Mal gesehen hat. Ihr Vater habe sie für eine Weile alleine gelassen, und Janey habe erzählt, dass ihre Mutter Helen O’Neill vor langer Zeit gestorben sei. Sie hofft, dass sich Janey gelegentlich an sie, ihre Erzählungen und den Mann, den Jim und sie „Wild Bill Hickok“ nannten, erinnert.
Jane berichtet von ihrer Arbeit. Eine Zeitlang hatte sie in Russells Saloon in Deadwood gearbeitet. Eines Tages musste sich gegen Angriffe der ehrenhaften Damen der Stadt wehren, bis Abbot und Reverend Sipes einschritten. Nächste Woche wird sie sich der Wildwest-Show von Bill Cody anschließen und darin Pferdestunts zeigen. Vielleicht können Jim und Janey sie darin sehen, wenn auch Janey sie nicht erkennen wird. Jane kocht häufig für eine Gruppe Gesetzloser, die in der Nähe wohnen, und ist stolz auf ihre Fischgerichte, Kuchen und Pasteten. Sie beschreibt detailliert ein Rezept für einen Kuchen, dessen Haltbarkeit zwanzig Jahre beträgt.
Jahre später ist Jane wieder nach Deadwood zurückgekehrt. Sie fühlt sich alt und müde. Wie früher arbeitet sie als Krankenschwester. In Kürze will sie für ein oder zwei Jahre nach Wyoming ziehen. Wenn das Alter nicht wäre, würde sie sich um die Soldaten des Spanisch-Amerikanischen Krieges kümmern.
Inzwischen hat Janes Sehkraft stark nachgelassen. Sie reicht noch aus, um zu schreiben, aber der Arzt meinte, dass Jane in zwei Monaten vollständig erblinden werde. Dann wird sie nicht einmal mehr das Foto ihrer Tochter betrachten können. Sie verabscheut die Armut und den Dreck, in dem sie während ihrer letzten Tage leben muss. Sie bittet ihre Tochter um Vergebung für alles, das sie ihr angetan hat, versichert aber, dass sie nicht ganz so schlecht sei, wie sie dargestellt werde. Sie würde ihr gern noch ein Geheimnis anvertrauen, kann aber ihrer Augen wegen nicht weiter schreiben.

## Gestaltung
Die Gesangsstimme orientiert sich in der Phrasierung eng an der gesprochenen Sprache. Ben Johnstons Musik ist mikrotonal. Er selbst beschrieb sein System mit den Worten „extended just intonation“ („erweiterte reine Stimmung“). Es ist gekennzeichnet durch Töne, die minimal höher oder tiefer als die Töne der üblichen Tonleiter liegen. Konsonante Intervalle wie die Quinte klingen anders als bei der wohltemperierten Stimmung vollständig rein. Dissonanzen dagegen wirken geschärft. Die Violine erinnert an eine Volksmusik-Geige, das Keyboard an ein altes Klavier in einem Saloon. Der Regisseur Jean Lacornerie verglich die Klangwirkung mit dem Sepia-Farbton alter Fotos. Die Musiksprache sei zugleich zeitgenössisch und nostalgisch.

## Werkgeschichte
Der Liederzyklus Calamity Jane to Her Daughter entstand im Auftrag der Sängerin Dora Ohrenstein. Diese bat für ihr Programm Urban Diva fünf Komponisten um Vertonungen einiger von ihr ausgewählter zeitgenössischer Gedichte mit dramatischen, redegewandten oder witzigen Charakterdarstellungen. Der Komponist Ben Johnston lehnte alle von ihr vorgeschlagenen Texte ab. Stattdessen entschied er sich für den Vorschlag seines Freundes Bill Brooks, das Tagebuch der Calamity Jane zu vertonen. Ohrenstein hielt diese Idee für „erstaunlich passend“ („astonishingly apt“). Dieses Tagebuch wurde 1941 von Jean Hickok McCormick als Beweis für ihre Behauptung vorgestellt, dass sie die Tochter von Calamity Jane und Wild Bill Hickok sei. Es enthält Briefe Janes an ihre in England bei Adoptiveltern lebende Tochter aus einem Zeitraum von 23 Jahren. Diese wurden zunächst für echt gehalten. Später gab es jedoch deutliche Zweifel an der Authentizität. Für die Komposition nutzte Johnston Auszüge aus dem bei der Shameless Hussy Press veröffentlichten Tagebuch. Er schloss die Arbeit 1989 ab.
Obwohl Ohrenstein einige der Kompositionen schon vorher aufführte, wurde das vollständige Programm erstmals 1990 im Ijsbreker Amsterdam szenisch vorgestellt. Im selben Jahr folgte auch die amerikanische Premiere im New Yorker Dance Theatre Workshop. Anschließend ging sie damit auf Amerika-Tour. 1993 spielte sie das Programm auf CD ein.
1995 erstellte Johnston eines Fassung des Werks für Stimme und Streichquartett.
Im März 2013 wurde der Liederzyklus im Rahmen eines Ben Johnston gewidmeten Wochenendes im Laboratoire international de création artistique „Les Subsistances“ in Lyon aufgeführt. Tina May war die Solistin. Jamal Moqadem leitete das Instrumentalensemble vom Keyboard aus, Amarillys Billet spielte die Violine und Attilio Terlizzi das Schlagzeug. Es handelte sich erneut um eine szenische Aufführung, diesmal unter der Regie von Jean Lacornerie mit Kostümen von Robin Chemin.
Das Théâtre de la Croix-Rousse (Lyon), Théâtre de la Renaissance (Oullins) und Muziektheater Transparant (Antwerpen) kombinierten 2018 Calamity Jane to Her Daughter mit der hierfür neu komponierten Kammeroper The Collected Works of Billy the Kid von Gavin Bryars zu einem Musiktheater-Abend mit dem Titel Calamity / Billy – A two-part paradise lost. Regie führte erneut Jean Lacornerie. Nach Aufführungen in Lyon, Chambéry, Belfort, Bourges, Echirolles, Andrézieux-Bouthéon, Genf, Saint-Quentin-en-Yvelines, Brügge und Rotterdam mit Claron McFadden als Solistin wurde die Produktion auch im Rahmen des Armel Opera Festivals im Müpa Budapest gezeigt. Hier übernahm Sarah Defrise als Wettbewerbsteilnehmerin die Titelrolle. Sie wurde mit dem „Best Performer Award“ ausgezeichnet. Die Produktion selbst erhielt den „Best Production Award“. Ein Videomitschnitt wurde auf Arte Concert bereitgestellt.

## Aufnahmen
- Februar/April 1993 – Urban Diva.
 Dora Ohrenstein (Sopran), Mary Rowell (Violine), Phillip Bush (Keyboard), Bill Ruyle (Schlagzeug).
 Studioaufnahme.
 New World Records NWCR654.[2]
- 5. Juli 2018 – Calamity / Billy – A two-part paradise lost.
 Sarah Defrise (Sopran), Lyonel Schmit (Violine), Raphaël Aggery (Keyboard), Les Percussions Claviers de Lyon (Schlagzeug).
 Gérard Lecointe (Dirigent), Jean Lacornerie (Regie), Marc Lainé und Stephan Zimmerli (Bühne), Mariona Benages (Kostüme)
 Video; live vom Armel Opera Festival aus dem Müpa Budapest; Koproduktion des Théâtre de la Croix-Rousse (Lyon), des Théâtre de la Renaissance (Oullins) und des Muziektheater Transparant (Antwerpen).
 Videostream auf Arte Concert.[3]